# 가톨릭 마드리드 대교구

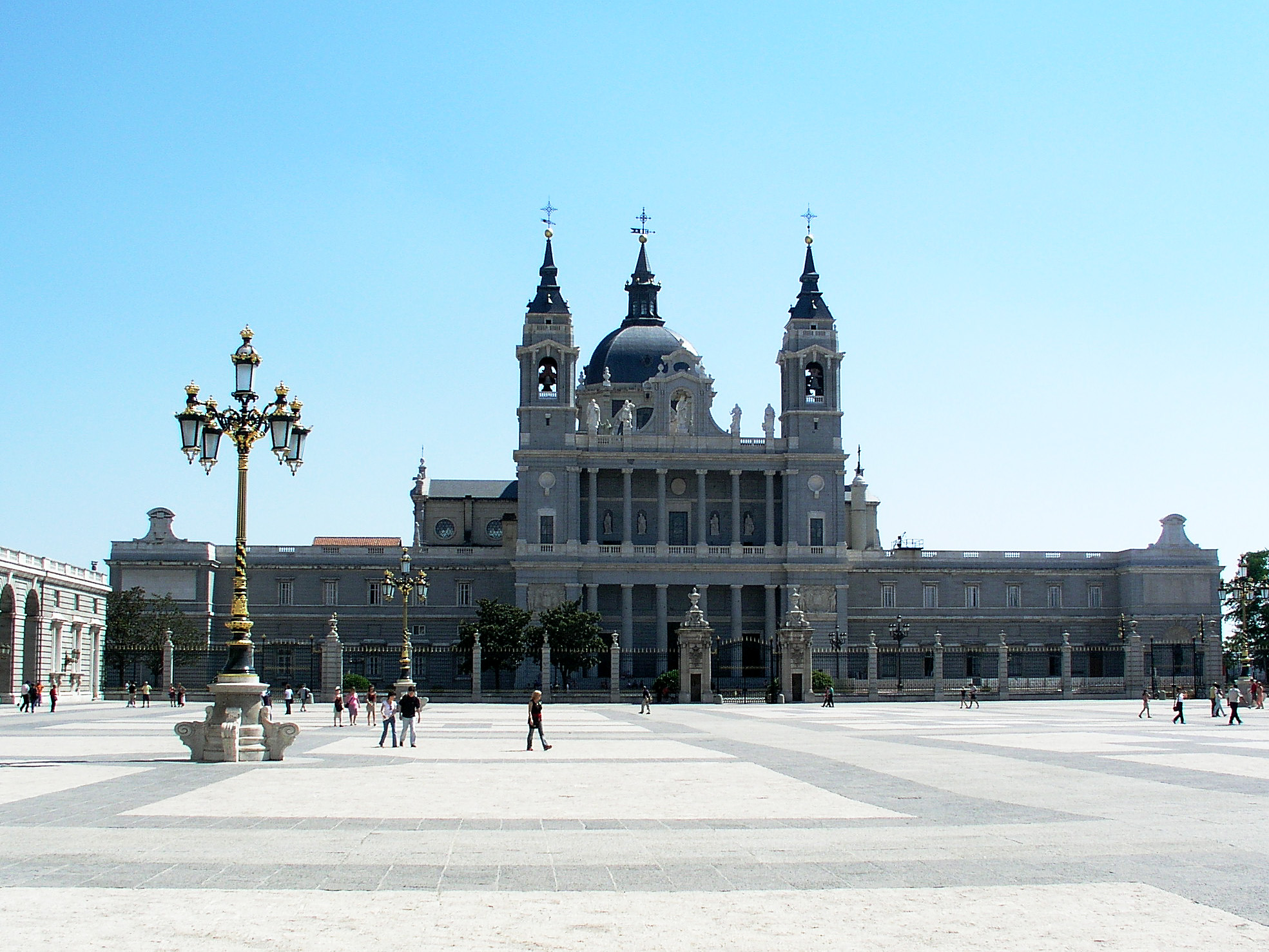

마드리드 대교구(라틴어: Archidioecesis Matritensis)는 스페인 마드리드에 있는 로마 가톨릭교회 대교구이다. 본래 톨레도 대교구에 속해 있었지만, 1885년 3월 7일 교황 레오 13세에 의해 분리되어 설정되었다. 1964년 3월 25일 교황 바오로 6세에 의해 대교구로 격상되었으며, 1991년 7월 23일 교황 요한 바오로 2세에 의해 마드리드 관구의 중심교구로 설정되었다. 마드리드관구 구성 교구들로는 마드리드 대교구와 헤타페 교구와 알칼라 데 에나레스 교구가 있다. 주교좌 성당은 알무데나 대성당이며, 현재 교구장은 2014년 8얼28일 임명된 캐롤 오소로 시에라 대주교이다.